# Barica Marentič Požarnik
ddr. Barica Marentič Požarnik, slovenska pedagoška psihologinja, redna univerzitetna profesorica za pedagoško psihologijo, * 1940, Ljubljana.

## Biografija
Rojena 1940 v Ljubljani, maturirala 1958 na klasični gimnaziji v Ljubljani, 1962. diplomirala iz psihologije in pedagogike na Filozofski fakulteti Univerze v Ljubljani, 1971 doktorirala iz psihologije z disertacijo »Struktura in determinante učnih navad naših učencev« na isti fakulteti, leta 1994  doktorirala iz pedagoških znanosti na Univerzi v Zagrebu na temo »Modeli didaktičnega izpopolnjevanja univerzitetnih učiteljev in sodelavcev«.
Svoje znanje je vseskozi izpopolnjevala tudi s študijem v tujini; med drugim kot Fulbrightova štipendistka v ZDA (mednarodni program za razvoj učiteljev – 1966/67), na Pedagoškem inštitutu v Oslu (1965) in kot štipendistka DAAD v Nemčiji (1974).  

## Raziskovalna in publicistična dejavnost
- psihologija učenja in poučevanja (dejavniki učenja, učne strategije, izkustveno učenje, učni stili, pojmovanja učenja, konstruktivistične teorije učenja, učenje in pozabljanje),
- izobraževanje učiteljev (učitelj kot razmišljujoči praktik,  akcijsko raziskovanje, učiteljeve kompetence,  razredna interakcija, dialoški pouk, izobraževanje mentorjev),
- visokošolska didaktika (metode in modeli didaktičnega usposabljanja visokošolskih učiteljev, ocenjevanje študentov),
- okoljska vzgoja oziroma vzgoja in izobraževanje za trajnostni razvoj (načela in metode, kompleksnost ciljev, učenje in poučevanje v okoljski vzgoji,  okoljska vzgoja kot medpredmetno področje).

## Strokovna dejavnost
Pobudnica ustanovitve Centra za pedagoško izobraževanje FF, ki ga je tudi vodila od leta 1978 do 1985 ter od 1996 do 2005.
Nacionalna koordinatorka vrste mednarodnih projektov (ENSI pri OECD/CERI, EFAD...), nacionalna predstavnica pri ISATT itd.

## Nagrade in priznanja
- 1990 Žagarjeva nagrada na področju šolstva
- Veliko priznanje Filozofske fakultete
- leta 2006 imenovana za zaslužno profesorico Univerze v Ljubljani

## Izbrana dela
- Kako naj se učim, (Knjižnica za mlade). V Ljubljani: Cankarjeva založba, 1969.
- Pomen operativnega oblikovanja vzgojno izobraževalnih smotrov za uspešnejši pouk, (Sodobno pedagoško delo). Ljubljana: Zavod SR Slovenije za šolstvo, 1975.
- Dejavniki in metode uspešnega učenja. Ljubljana: Univerzum, 1980 (več izdaj tudi na FF: 1974, 1976, 1988)
- Kakršno vprašanje takšen odgovor: priročnik o pedagoško-psiholoških osnovah zastavljanja kvalitetnih vprašanj pri pouku. Ljubljana: Zavod SR Slovenije za šolstvo, 1980. 82 str. (z L. Plut Pregelj)
- Izkustveno učenje – modna muha, skupek tehnik ali alternativni model pomembnega učenja?. Sodob. pedagog., let. 43, št.1/2 (1992), str.[1]-16.
- Izziv raznolikosti: stili spoznavanja, učenja, mišljenja. Nova Gorica: Educa, 1995 (s C. Peklaj, L. Magajna).
- Kako pomembna so pojmovanja znanja, učenja in poučevanja za uspeh kurikularne prenove. Sodob. pedagog., 1998, let. 49, št. 3, str. 244-261 in št. 4, str. 360-370
- Psihologija učenja in pouka. Ljubljana: DZS, 2000 (več izdaj)
- Zunanje preverjanje, kultura učenja in kakovost (maturitetnega) znanja. Sodob. pedagog., 2001, let. 52, št. 3, str. 54-75.
- Konstruktivizem: kažipot ali pot do kakovostnejšega učenja učiteljev in učencev? V: Marentič Požarnik, B. (ur.).
- Konstruktivizem v šoli in izobraževanje učiteljev. Ljubljana: Center za pedagoško izobraževanje Filozofske fakultete, 2004, str. 41-62.
- Spreminjanje paradigme poučevanja in učenja ter njunega odnosa – eden temeljnih izzivov sodobnega izobraževanja.  Sodob. pedagog., 2005, letn. 56, št. 1, str. 58-74.
- Konstruktivizem na poti od teorije spoznavanja do vplivanja na pedagoško razmišljanje, raziskovanje in učno prakso. Sodob. pedagog., 2008, letn. 59 (125), št. 4, str. 28-51.
- Moč učnega pogovora: poti do znanja z razumevanjem. Ljubljana: DZS, 2009 (z L. Plut Pregelj).

Obsežnejši seznam del je na voljo v sistemu COBISS ali digitalni knjižnici Slovenije.  